# The Shadowthrone
The Shadowthrone — музичний альбом гурту Satyricon. Виданий 12 вересня 1994 року лейблом Moonfog Productions. Загальна тривалість композицій становить 48:58. Альбом відносять до напрямку блек-метал.

## Список пісень
1. «Hvite Krists Dod» — 8:27
2. «In the Mist by the Hills» — 8:01
3. «Woods to Eternity» — 6:13
4. «Vikingland» — 5:14
5. «Dominions of Satyricon» — 9:25
6. «The King of the Shadowthrone» — 6:14
7. «I En Svart Kiste» — 5:24